# (1821) Aconcagua
(1821) Aconcagua – planetoida z pasa głównego planetoid okrążająca Słońce w ciągu 3 lat i 245, w średniej odległości 2,38 au Została odkryta 24 czerwca 1950 roku w obserwatorium w La Plata przez Miguela Itzigsohna. Nazwa planetoidy pochodzi od Aconcagui, najwyższego szczytu Andów. Przed nadaniem nazwy planetoida nosiła oznaczenie tymczasowe (1821) 1950 MB.